# The Paymaster
The Paymaster je americký němý film z roku 1906. Režisérem je Gene Gauntier (1885–1966). Film trvá zhruba 8 minut.

## Děj
Film zachycuje dozorce, který si vynucuje svou pozornost na mlynářce. Ta se snaží nechtěné pozornosti uniknout, a tak se jí muž pomstí tak, že jí ukradne mzdu a obviní z toho jejího přítele výplatníka. Peníze však najde pes, který mlynářku donutí konfrontovat dozorce s jeho činy.